# Divočina Boulder River
Divočina Boulder River (angl. Boulder River Wilderness) má rozlohu 197 km² a nachází se v národním lese Mount Baker-Snoqualmie v západním Kaskádovém pohoří ve státě Washington.

## Topografie
Divočinu tvoří husté lesy a strmé hřebeny hor Three Fingers a Whitehorse Mountain. Nadmořská výška se rozpíná mezi 250 metry v údolí řeky a 2 088 metry na vrcholku hory Whitehorse Mountain. Tyto hřebeny mají zubatý profil s několika ostrými vrcholky, které mají všechny více než 1 707 m n. m. Další strmé a hustě zalesněné hřbety pokračují východně a západně od centrálního hřebenu.
Řeka Boulder River, přítok severního ramene řeky Stillaguamish, je hlavním tokem v divočině a proudí šestnáct kilometrů skrz divočinu. Přírodní výzkumná oblast Long Creek se také nachází v chráněné oblasti.

## Vegetace
Obvyklou vegetací v divočině jsou staré douglasky, jedle, jedlovce západní a zeravi obrovští, také se zde vyskytují javor acer macrophyllum, olše a vrby. V nižší nadmořské výšce, především v údolí řeky Boulder, se také nachází smrk sitka. V divočině se nachází nejlepší pralesy z celého národního lesa Mount Baker-Snoqualmie.

## Fauna
Divočinu obývají medvěd baribal, jelenec ušatý a jelen wapiti. Na skalách nad hranicí lesů žije také kamzík bělák.

## Turistika
Po březích řeky Boulder River se klikatí přibližně 40 kilometrů stezek, centrální jádro lesů ale zůstává bez stezek. Pouze jedna sedm kilometrů dlouhá stezka vede z údolí řeky do pralesa. Tři stezky stoupají k vysokým hřebenům, po chvíli ale končí. Další stezka protíná severozápadní roh divočiny, kde se nachází průsmyk Squire Creek, a nabízí skvělé výhledy na pohoří.